# 小川原政信
小川原 政信（おがわら まさのぶ、1882年（明治15年）1月28日 - 1952年（昭和27年）9月6日）は、日本の教育者、政治家。衆議院議員（4期）。

## 経歴
福井県大野郡米俵村（現大野市）で小川原左仲の長男として生まれる。1897年4月に渡道し岩内町に居住。1901年、海軍に志願し横須賀に出るが、健康を害したため北海道に戻った。
1903年9月、小学校教員となり、岩内郡堀株小学校、岩内尋常高等小学校に勤務。1909年1月、倶知安第一小学校長となり、同実業補習学校長を兼務し、1921年6月まで在任。同年7月、北海商事（株）社長に就任。その後、北海道会議員、同参事会員、北海道政務調査会長、同農地委員、後志馬匹組合長、北海道馬事牧野協会長、同農業会後志支部指導部長などを務めた。
1946年4月、第22回衆議院議員総選挙で北海道第一区から日本自由党所属で出馬して当選し、その後第24回総選挙まで連続3回の当選を果たした。この間、衆議院内閣委員長、第3次吉田第3次改造内閣農林政務次官を務め、北海道開発、酪農振興、十勝沖地震農業被害の救済などに取り組んだ。
1952年9月6日死去、70歳。死没日をもって勲四等瑞宝章追贈、正五位に叙される。